# Lasiurus blossevillii
Espèce
Statut de conservation UICN

 LC  : Préoccupation mineure
Lasiurus blossevillii, parfois dénommée Chauve-souris rousse de l'Ouest, est une espèce de chauves-souris de la famille des Vespertilionidae présente en Amérique du Nord.

## Liste des sous-espèces
Selon MSW :
- sous-espèce Lasiurus blossevillii blossevillii
- sous-espèce Lasiurus blossevillii brachyotis
- sous-espèce Lasiurus blossevillii frantzii
- sous-espèce Lasiurus blossevillii teliotis